# Ennon-Louis de Frise orientale
Ennon-Louis est un prince de la maison Cirksena né le 29 octobre 1632 à Aurich et mort le 4 avril 1660 dans cette même ville. Il est comte, puis prince de Frise orientale de 1648 à sa mort.

## Biographie
Ennon-Louis est l'aîné des trois fils du comte Ulrich II et de son épouse Julienne de Hesse-Darmstadt. Encore enfant, il est fiancé en 1642 à la princesse Henriette-Catherine d'Orange-Nassau, de cinq ans sa cadette, mais ces fiançailles sont rompues en 1649. Son éducation s'effectue dans toute l'Europe, des Provinces-Unies à Genève en passant par Saumur, en France. Il a également l'occasion de visiter Rome et Vienne. Il se trouve à l'étranger lorsque son père meurt, en 1648. Sa mère exerce la régence en son nom jusqu'à son retour en Frise orientale en 1651, année de sa majorité. Les adversaires de la régente profitent du retour du jeune prince pour faire condamner à mort Johann von Marenholz, un conseiller de la régente accusé d'avoir entretenu une liaison avec elle.
En 1654, grâce aux intrigues de son conseiller Hermann Conring, Ennon-Louis peut acheter pour 10 000 florins le titre de prince d'Empire. Cependant, il ne l'obtient qu'à titre personnel et n'est pas autorisé à siéger avec les princes à la Diète.
Ennon-Louis trouve la mort dans un accident de chasse en 1660, âgé de seulement vingt-sept ans. Comme il ne laisse pas de fils, c'est son frère cadet Georges-Christian qui lui succède. Ce dernier acquiert le titre de prince héréditaire en 1662.

## Mariage et descendance
Ennon-Louis se marie le 7 novembre 1656 avec Justine-Sophie (de), fille du comte Albert-Frédéric de Barby-Mühlingen (de). Ils ont deux filles : 
- Julienne-Louise (en) (16 novembre 1657 – 30 octobre 1715), épouse en 1700 le roturier Joachim Morgenweck ;
- Sophie-Wilhelmine (de) (17 octobre 1659 – 4 février 1698), épouse en 1695 le duc de Wurtemberg-Œls Christian-Ulrich Ier.